# Distrito Escolar Unificado de Pleasanton

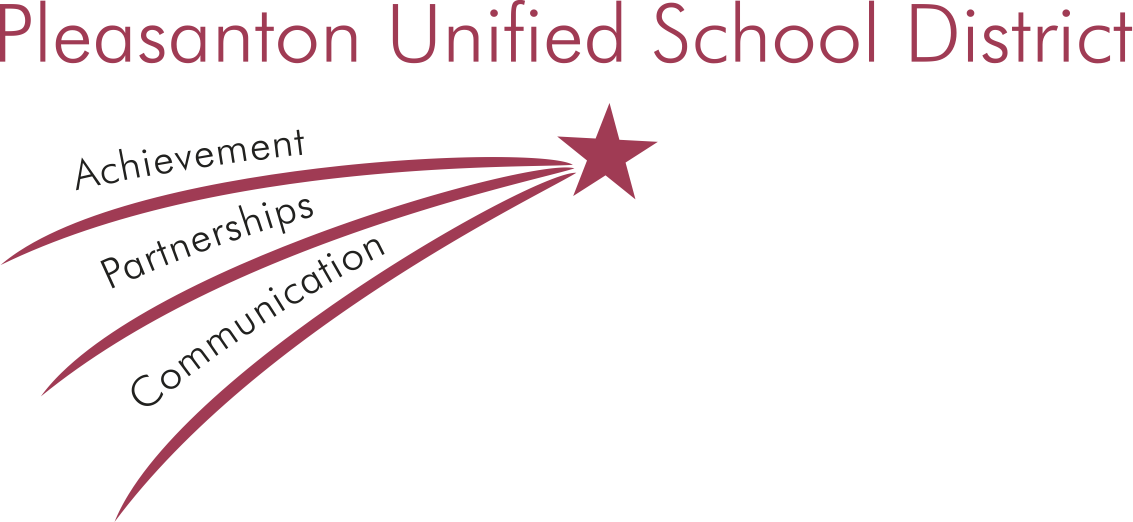
"Shooting Stars" (actual) logotipo oficial del Distrito Escolar Unificado de Pleasanton.

El Distrito Escolar Unificado de Pleasanton (Pleasanton Unified School District) es un distrito escolar en California. Tiene su sede en Pleasanton.
En 1867, la comunidad abrió el distrito. El distrito gestiona nueve escuelas primarias, tres escuelas secundarias, dos escuelas preparatorias y uno "continuation high school" para 14.500 estudiantes.

## Escuelas
Escuelas preparatorias:
- Escuela Preparatoria Amador Valley
- Escuela Preparatoria Foothill

Escuelas alternativas:
- Escuela Preparatoria Village[4]